# 貂蟬 (1958年電影)
《貂蟬》是1958年上映的一部黃梅調影片，由邵氏兄弟出品。

## 劇情

### 主要演員
- 林黛 飾 貂蟬
- 趙雷 飾 呂布
- 羅維 飾 董卓
- 楊志卿 飾 王允
- 李允中 飾 李儒
- 子沛 飾 張溫

## 獎項
- 1958年，第五屆亞洲影展金禾獎：最佳導演：李翰祥；最佳女主角：林黛；最佳編劇：高立；最佳剪輯：姜興隆。

## 演职员
- 策劃：爾光
- 助理導演：楊志卿
- 攝影助理：伍灼華
- 美術：薛百超
- 作詞：李雋青
- 作曲：王純
- 主唱：鮑方
- 錄音：鄺護
- 錄音助理：陸福興
- 燈光：陳芬
- 服裝設計：盧世侯
- 化妝：馮先
- 梳頭：彭姑
- 道具：林華三
- 佈景：陳其銳
- 劇務：包古松
- 場務：孔慶祥
- 場記：金軍
- 照像：周詩清
- 測光：劉易士

### 歌曲配唱
- 靜婷 配 貂蝉
- 鮑方 配 呂布
- 杨志卿 配 王允
- ？ 配 董卓

## 剧情

### 郊道哭親
汉献帝初平元年（公元190年），奸臣董卓为避讨董各路大军，挟帝迁都长安，百姓不肯随行，董乃举火将洛阳付之一炬，百姓扶老携幼，仓皇就道，哭声遍野。
- 萬刼哀鴻（汉朝末代乱纷纷）：老子親唱

貂蝉父母在途中身亡，貂蝉伏尸哭拜，聲淚俱下。
- 哭親（貂蝉哭倒路途旁）：貂蝉（作曲：王純；作詞：李雋青；幕後代唱：靜婷）

### 席間殺溫
貂蟬獨至長安入司徒王允府为婢女。袁术下书与張溫将军密谋，不料书信错投董卓义子吕布府，吕布连忙将此事报告正在郿塢私邸行營大宴百官的董卓，張溫当即被杀，人頭獻上，在座诸臣个个心惊。

### 拜月定計
王允回府后愁眉不展。
- 長安曲（群臣敢怒不敢言）：女声合唱

貂蝉心知大勢難挽，奸賊難除，又想到諸侯興兵，黃巾作亂，憂國憂民，不禁對月祈禱。
- 拜月（莫不是大势难回转）：貂蝉（作曲：王純  作詞：李雋青 幕後代唱：靜婷）

誰知王允聽到了貂蝉之禱詞，心生一計，便向貂蝉下拜，貂蝉答應依計除掉董卓和吕布。
- 密室定計（董卓专权害百姓）：王允-貂蝉

### 贈冠初會
吕布在虎牢関三英战吕布時失落金冠，十分懊惱。王允不惜家珍，以珠寶打造金冠一頂，贈與吕布。
- 贈冠（司徒心中早分明）：女声合唱

呂布手捧金冠大喜過望，決定過府回拜王允。
- 受冠（手捧金冠细观看）：吕布

呂布與貂蟬在王允府一見鍾情。王允順水推舟，答應將貂蟬嫁與呂布。貂蟬内心對呂布十分矛盾。
- 雄心難測（又威武又多情）：貂蝉

### 大宴別蝉
王允在府設宴，請董卓觀舞。貂蝉舞姿婆娑，令董卓垂涎三尺。王允便將貂蝉送與董卓。
- 大宴歌舞（一人下，万人上，并肩天子令侯王）：女聲合唱

王允在府門外看著貂蝉乘輦隨董卓而去，不禁悲喜交加。
- ？（司徒忍淚別貂蝉）：女聲合唱

### 後堂尋蝉
- ？（香車載美入朱門）：女聲合唱

呂布聞聽貂蝉被王允送給董卓，怒氣沖沖直闖王允府興師問罪。王允卻説是董卓為呂布將新婦接回。呂布到太師府，得知貂蝉成了董卓的如夫人，又驚又怒。
- ？（貂蝉兩字刺心尖）：女聲合唱

呂布來至太師府後堂尋貂蝉，卻被董卓逐出。自此對董卓心懷怨恨。
- ？（一個是咬牙切齒頻看劍，頻看劍）：女聲合唱

董卓女婿李儒向董卓獻計，多賜呂布金帛以安其心。

### 鳳儀亭變
呂布隨董卓出行，趁機溜回太師府與貂蝉相會。
- ？（美人蝕骨又銷魂）：女聲合唱

二人相會鳳儀亭，細語溫存。貂蝉以激將法鼓動呂布反對董卓。
- 鳳儀亭（記得當日把酒敬）：貂蝉

正在此時，董卓回府，見狀大怒，擲戟於呂布。呂布逃出太師府。貂蝉對呂布情意綿綿，恩仇難分。
- 恩仇難分（又豪爽，又溫存）：貂蝉（作曲：王純；作詞：李雋青；幕後代唱：靜婷）

### 後堂訴苦
李儒勸董卓將貂蝉賜予呂布。貂蝉卻向董卓訴苦，令其不從李儒之計。
- 後堂訴苦（後花園中閑散步）：貂蝉

董卓被貂蝉說動，又決定帶貂蝉共赴郿塢。
- 慰姬（叫聲貂蟬休要哭）：董卓

李儒再次勸諫董卓，反受董卓斥罵。貂蝉和董卓啓程赴郿塢，呂布在道旁見輦内假裝垂淚的貂蝉，心中洶湧不平。

### 郿塢相思
貂蝉和董卓一路行至郿塢，從此沉醉林園，不問別事。
- 郿塢風光（清清水，淡淡山）：女聲合唱

貂蝉在郿塢私邸中感嘆自己命運多舛，思念呂布，難以自己。
- 郿塢相思（要算那恩仇帳）：貂蝉

呂布重上鳳儀亭，睹物思人。
- 長安相思（鳳儀亭還是舊時樣）：呂布

二人兩地相憶，情深意重。
- 兩地相憶（我愛他英勇今無敵）：貂蝉-呂布

### 沖冠一怒
呂布至王允府計議。王允打消了呂布的顧慮，呂布決意殺董卓，並折矢為誓。
天子使者至郿塢傳詔。董卓聞聽天子要禪位於他，心中大喜，連忙回長安。不料半路伏兵四起，李儒等皆被殺。董卓喚呂布救援，卻被呂布一戟刺死。

### 司徒授計
王允見董卓已死，忙趕至郿塢見貂蝉。貂蝉原想大事已成，王允卻讓她斬草除根，在次日慶功宴時刺死呂布。貂蝉勸説王允收回成命，王允再三不從。
- 郿塢私邸（既然他除奸心歸正）：貂蝉-王允

王允正要向貂蝉授劍，呂布卻興沖沖地趕來見貂蝉。貂蝉勸他急流勇退，呂布不以為意。
- 雨過天青（笑滿臉，喜滿心）：呂布-貂蝉

貂蝉眼見次日就要奉命殺死意中人，備受煎熬。
- 私邸（他那裡笑盈盈）：貂蝉

### 慶功刺布
次日，呂布大擺慶功宴。王允提議請貂蝉舞劍助興。
- 慶功曲（將軍殺賊建奇勳）：眾臣

貂蝉執劍起舞，幾次欲將手中三尺寶劍刺向呂布，卻次次都難以痛下狠手，最後意欲自刎了卻此生，幸被呂布救下。王允眼見二人真情難捨，終于松口同意讓二人成婚。
- 落絮恨（我是柳絮沾泥洗難淨）：貂蝉-呂布-王允

### 尾聲
新婚的呂布和貂蝉離開長安，共赴前程。正所謂“司徒妙計設連環，小説誇張史不傳。多少美人關大計，千秋不止一貂蝉。”
- 連環計（司徒妙計設連環）：女聲合唱

## 外部連結
- 香港影庫上《貂蟬》的資料（繁體中文）
- 时光网上《貂蟬》的資料（简体中文）
- 豆瓣电影上《貂蟬》的資料 （简体中文）
- 爛番茄上《貂蟬》的資料（英文）
- AllMovie上《貂蟬》的资料（英文）
- 互联网电影数据库（IMDb）上《貂蟬》的资料（英文）